# رنا تنوير حسين
رنا تنوير حسين (بالأردوية: رانا تنوير حسين)‏، (1 أكتوبر 1949) سياسية باكستانية وعضوة في الجمعية الوطنية الباكستانية منذ أغسطس 2018، كان عضوة في الجمعية الوطنية بين عامي 1985 ومايو 2018.
شغلت منصب وزير الإنتاج الحربي ووزير العلوم والتكنولوجيا في حكومة عباسي من 2017 إلى 2018. كما شغلت سابقًا منصب وزير الإنتاج الحربي. ووزير العلوم والتكنولوجيا في وزارة نواز شريف الثالثة.  كما شغلت لفترة وجيزة حقيبة وزير الإنتاج الحربي أثناء وزارة يوسف رضا الكيلاني في عام 2008.